# Azatrephes infenestrata
Azatrephes infenestrata là một loài bướm đêm thuộc phân họ Arctiinae, họ Erebidae.